# Hipercalcemia aguda
Hipercalcemia aguda es una emergencia médica que tiene de común con la descompensación diabética, mucho más frecuente la poliuria y la polidipsia. Como su nombre indica está provocada por el aumento del cálcio en plasma.

## Etiología
- Hiperparatiroidismo
- Intoxicación por vitamina D
- Síndrome paraneoplásico
- Síndrome de la leche y los alcalinos
- Mieloma
- Sarcoidosis
- Metástasis óseas generalizadas

## Diagnóstico

### Síntomas
- Polidipsia y poliuria citadas
- Trastornos del comportamiento hasta coma.

### Exploración física
- A la exploración se visualiza conjuntivitis por depósito de calcio en la unión de la córnea y la esclerótica. (se ve mejor con lente de aumento y con una iluminación lateralizada).
- Hipotensión por hipovolemia por Insuficiencia renal.

### ECG
- Intervalo QT acortado.
- Posible arritmia cardiaca no recuperable si hay marcada elevación del Ca.

## Tratamiento
Es hospitalario por lo que se requiere traslado inmediato.
Mientras tanto es primordial la reposición acuosa mediante suero salíno isotónico con dextrosa por via parenteral.
- Datos: Q5898261